# Thyholm
Thyholm é um município da Dinamarca, localizado na região ocidental, no condado de Ringkobing.
O município tem uma área de 76 km² e uma  população de 3 577 habitantes, segundo o censo de 2005.